# Metacaputus brenesi
Metacaputus brenesi är en insektsart som beskrevs av Naskrecki 2000. Metacaputus brenesi ingår i släktet Metacaputus och familjen vårtbitare. Inga underarter finns listade i Catalogue of Life.